# Fältväbelns mara
Fältväbelns mara (finska: Vääpelin kauhu) är en finsk film från 1957 regisserad av Esko Töyri. Efter att huvudsakligen vara filmfotograf blev detta Täyris sista film.
Filmen producerades av Fennada Film och ingår i en serie av sju militärfarser som producerades av företaget mellan 1952 och 1958. Spede gör en av sina första roller i filmen.

## Handling
Teknikern Olavi Kaukonen blir plötsligt inkallad till armén istället för ingenjör Kautonen. Kautonen har inte fullgjort sin värnplikt, men Kaukonen, som gammal krigsveteran, undrar varför de ringde just honom. Han går till kasernen för att ta reda på det.

## Rollista
- Heikki Savolainen – tekniker Olavi Kaukonen
- Lasse Pöysti – Jaska
- Maija Karhi – Liisa
- Heikki Heino – kapten Kärki
- Leo Jokela – Pena
- Seppo Kolehmainen – magister Gustaf Kukkola, rekryt
- Ernest Ervasti – korpral
- Santeri Karilo – fanjunkare Halla
- Mirjam Salminen – fanjunkarens fru
- Pentti Viljanen – sergeant Turunen
- Tauno Söder – korpral Söder, vakthavande befäl
- Mauri Jaakkola – rekryt
- Leni Katajakoski – Margit Kärki
- Elvi Saarnio – kvinna på gården
- Matti Lehtelä – Masa
- Sylva Rossi – Vieno, kvinna på gården
- Helge Herala – ingenjör Olavi Kautonen
- Bengt-Åke Warg – steppande rekryt
- Pentti Irjala – stabssergeant
- Tommi Rinne – korpral
- Ilppo Nummelin – rekryt
- Aimo Hiltunen – korpral
- Jorma Nerkko – rekryt
- Spede Pasanen – rekryt
- Pertti Palo – vaktsoldat
- Lauri Lammela – rekryt
- Pentti Lähteenmäki – rekryt / soldat
- Matti Jaakkola – rekryt / soldat
- Jussi Hirki – rekryt
- Pertti Mankki – rekryt
- Bo Luther – rockande rekryt
- Jarno Hiilloskorpi – rockande rekryt
- Keijo Komppa – stabssergeant
- Kai Fogelholm – rockande rekryt